# Abelard Giza
Abelard Piotr Giza (ur. 15 września 1980 w Gdańsku) – polski komik, stand-uper, scenarzysta, autor tekstów komediowych i aktor. Założyciel i lider Kabaretu Limo. Według rankingu Standupedia.pl znajduje się na 4. pozycji w rankingu najpopularniejszych polskich stand-uperów.
Twórca programów stand-upowych „Proteus Vulgaris”, „Ludzie, trzymajcie kapelusze”, „Numer 3”, „Piniata”, „Zaodrze” i "Samertajm" oraz serialu „Kryzys”. Autor tekstów do magazynu satyrycznego „Chichot” oraz kilku programów telewizyjnych. Od 2007 do 2015 roku działał w Grupie Impact. Członek grupy teatralnej Muflasz oraz od 2018 roku pomocnik retoryczny i powieściopisarz.
Ukończył politologię na Wydziale Nauk Społecznych Uniwersytetu Gdańskiego. Jest wnukiem gdańskiego malarza prof. Hugona Laseckiego i starszym bratem malarza Hugona Gizy (ur. 1982).

## Filmografia
| Rok  | Produkcja                   | Reżyseria                   | Scenariusz                  | Zdjęcia | Montaż  |
| ---- | --------------------------- | --------------------------- | --------------------------- | ------- | ------- |
| 2003 | Wożonko                     | Wożonko                     | Wożonko                     | Wożonko | Wożonko |
| 2005 | Towar                       | Towar                       | Towar                       |         |         |
| 2005 | Demo (film krótkometrażowy) | Demo (film krótkometrażowy) | Demo (film krótkometrażowy) |         |         |
| 2007 | W stepie szerokim           | W stepie szerokim           | W stepie szerokim           |         |         |
| 2013 | Swing                       | Swing                       | Swing                       |         |         |
| 2018 | Juliusz                     | Juliusz                     | Juliusz                     |         |         |

## Role teatralne oraz pełnowymiarowe programy

### Z Grupą Muflasz
- 2001: Babie Doły
- 2002: Delektacja
- 2002: Atlantikon
- 2006: Truflasz, czyli polowanie na dzika
- 2007: Dżangyl

### Stand-up
- 2015: Proteus Vulgaris
- 2015: Jeszcze to
- 2016: Ludzie, trzymajcie kapelusze
- 2018: Numer 3
- 2019: Piniata
- 2021: Zaodrze
- 2022: Samertajm
- 2024: Wentyl

## Publikacje
Na podstawie:
- 2018: Łapy precz od żartów – reportaż (z Jackiem Stramikiem)
- 2021: Zagłada i czekoladki – reportaż
- 2023: Otworzyć po mojej śmierci – zbiór opowiadań

## Nagrody filmowe
- 2005: Festiwal w Kolbudach – Złoty Grombuś (film Towar)
- 2005: Oskariada (Warszawa) – II nagroda (film Towar)
- 2005: Festiwal Kina Amatorskiego i Niezależnego KAN (Wrocław) – Kanewka Publiczności (film Towar)
- 2005: Sztorm Roku – nagroda „Gazety Wyborczej” w kategorii „film i multimedia”
- 2006: OFFskar – za najlepszy scenariusz (film Towar)
- 2007: Festiwal Filmów Komediowych i Niezależnych Barejada 2007 (Jelenia Góra) – Najlepszy Niezależny Film Fabularny (film W stepie szerokim)
- 2007: 32 FPFF w Gdyni – wyróżnienie (film W stepie szerokim).

## Nagrody
- Nagroda Miasta Gdańska dla Młodych Twórców w Dziedzinie Kultury (2008)[8]

## Kontrowersje
W marcu 2013 roku Krajowa Rada Radiofonii i Telewizji nałożyła karę finansową na Telewizję Polską w wysokości 5000 zł za przekroczenie granicy swobody wypowiedzi. Kara dotyczyła występu Abelarda Gizy w wyemitowanym 8 marca w programie Dzięki Bogu już weekend „Tylko dla dorosłych”, który w swoim skeczu żartując z papieża miał urazić uczucia religijne widzów.